# Royal Arena
Royal Arena là một nhà thi đấu đa năng ở khu vực Nam Ørestad của Copenhagen, Đan Mạch. Nhà thi đấu được khởi công xây dựng vào ngày 26 tháng 6 năm 2013 và được khánh thành vào tháng 2 năm 2017. Nhà thi đấu có sức chứa 13.000 người cho các sự kiện thể thao và lên đến 16.000 người (cả chỗ ngồi và chỗ đứng) cho các buổi hòa nhạc.